# دسوتو لیک (فلوریدا)
دسوتو لیک (به انگلیسی: Desoto Lakes) یک منطقهٔ مسکونی در ایالات متحده آمریکا است که در شهرستان ساراسوتا، فلوریدا واقع شده‌است. دسوتو لیک ۳٫۳ کیلومتر مربع مساحت و ۳٬۶۴۶ نفر جمعیت دارد و ۹ متر بالاتر از سطح دریا قرار دارد.